# 大原信号場
大原信号場（おおはらしんごうじょう）は、福岡県小郡市小郡に所在する甘木鉄道甘木線の信号場である。

## 歴史
2004年（平成16年）3月のダイヤ改正での15分ヘッド化のため、2003年（平成15年）4月に設置された。土地は小郡市が提供した。

### 年表
- 2003年（平成15年）4月1日：開設。

## 構造
一線スルーの線形であるが、左側通行で列車交換が無い場合は徐行しながら通過する。上下線間は多少広くなっている。

## 周辺
農地が広がるが、周囲に人家はない。西側は市境を越え、九州自動車道の先まで農地が広がる。東側は調整池を挟んで大原の集落があり、その先に陸上自衛隊小郡駐屯地がある。
- 陸上自衛隊小郡駐屯地
- 久光農園[1]
- 九州自動車道
- 野口堤上ノ池

## 隣の駅
甘木鉄道
■甘木線
立野駅 - （大原信号場） - 小郡駅